# ضایعه نورون حرکتی تحتانی
ضایعه نورون حرکتی تحتانی (به انگلیسی: Lower motor neuron lesion) یک آسیب در گروه نورون حرکتی تحتانی است، که در ارتباط با عضلات اسکلتی از شاخ پیشین(Anterior horn) طناب نخاعی یا هسته‌های حرکتی اعصاب مغزی در ساقه مغز منشاء می‌گیرند. این نورون‌ها که خود شامل دو گروه نورون حرکتی آلفا و نورون حرکتی گاما هستند، ماهیچه‌های بدن را عصب‌دهی می‌کنند. آسیب نورون‌های حرکتی آلفا و گاما منجربه اختلال عملکرد عضلات مخطط می‌گردد. ضایعه نورون حرکتی تحتانی باعث ضعف عضلانی یا فلج ماهیچه مربوطه را ایجاد خواهد کرد.
بخش‌های حرکتی دستگاه عصبی پیرامونی، علاوه بر رشته‌های حرکتی بدنی (نورون‌های حرکتی آلفا و گاما)، شامل گانگلیون‌های اتونومیک و رشته‌های دستگاه عصبی خودگردان نیز هستند. فیبرهای حرکتی خودگردان در تحریک یا مهار عمل عضلات صاف، غدد و عضله قلب نقش دارند. در ضایعات کامل نورون‌های حرکتی تحتانی، عضلات اندم‌ها، روده، مثانه و نواحی تناسلی فاقد تون عضلانی(Atonic) هستند؛ و ایجاد انقباض عضلانی از طریق کشش تاندون‌ها غیرممکن است.

## سطح آسیب
یک ضایعه نورون حرکتی تحتانی، می‌تواند در هر قسمتی از مسیر یک عصب نخاعی یا عصب محیطی رخ دهد. آسیب در هر یک از نواحی زیر یک ضایعه نورون حرکتی تحتانی محسوب می‌گردد:
- ناحیه شاخ پیشین نخاع یا هسته‌های حرکتی اعصاب مغزی در ساقه مغز
- ریشه یک عصب نخاعی
- عصب نخاعی در ناحیه سوراخ بین مهره‌ای
- در محل شبکه عصبی
- ناحیه تنه یک عصب محیطی (مثلا آسیب عصب شعاعی یا هر یک از اعصاب مغزی به غیر از عصب بویایی و بینایی)

گاهی اختلال عملکرد عضلانی به علت بیماری عضلانی (میوپاتی) یا نقص در ناحیه تماس عصبی عضلانی (به عنوان مثال بیماری میاستنی گراویس) ایجاد می‌گردد.

## علل
برخی از عواملی که ممکن است باعث ضایعه نورون‌های حرکتی یک عصب محیطی گردند عبارتنداز:
- فتق دیسک بین مهره‌ای (در موارد آسیب به ریشه عصب محیطی)
- آرتروز ستون فقرات (مثلا اسپوندیلوز گردنی)
- التهاب اعصاب محیطی (مانند نشانگان گیلن باره[۴])
- فشار ناشی از تومورها
- شکستگی و دررفتگی
- عوارض دارویی
- کشیدگی عصب محیطی
- بریدگی‌ها
- گیرافتادن عصب در نواحی خاص
- مشکلات عروقی
- سوختگی‌ها
- آسیب طناب نخاعی که احتمال ضایعه نورون حرکتی فوقانی یا تحتانی یا هر دو وجود دارد.

## علایم
- کاهش قوام یا تون عضلانی[۵] که منجربه شلی[۶] عضلات می‌گردد (هیپوتونی).
- کاهش سطح رفلکس‌های تاندونی یا ازبین رفتن آن
- ضعف عضلانی یا فلج عضله که عامل تحلیل ماهیچه‌ها است[۷]
- وجود فاسیکولاسیون[۸]
- طبیعی بودن رفلکس‌های شکمی سطحی